# Comuna de Mokrsko
Mokrsko (polaco: Gmina Mokrsko) é uma gminy (comuna) na Polónia, na voivodia de Lodz e no condado de Wieluński. A sede do condado é a cidade de Mokrsko.
De acordo com os censos de 2004, a comuna tem 5452 habitantes, com uma densidade 70,1 hab/km².

## Área
Estende-se por uma área de 77,75 km², incluindo:
- área agricola: 74%
- área florestal: 18%

## Demografia
Dados de 30 de Junho de 2004:
|                      | Total   | Total | Mulheres | Mulheres | Homens  | Homens |
| -------------------- | ------- | ----- | -------- | -------- | ------- | ------ |
|                      | pessoas | %     | pessoas  | %        | pessoas | %      |
| População            | 5452    | 100   | 2751     | 50,5     | 2701    | 49,5   |
| Densidade (pop./km²) | 70,1    | 100   | 35,4     | 35,4     | 34,7    | 34,7   |

De acordo com dados de 2002, o rendimento médio per capita ascendia a 1190,1 zł.

## Comunas vizinhas
- Pątnów, Praszka, Skomlin, Wieluń